# Река Сіксаї
Река Сіксаї (угор. Река Сіксаї; нар. 3 серпня 1965) — колишня угорська тенісистка.
Найвищу одиночну позицію світового рейтингу — 196 місце досягла 11 червня 1990, парну — 125 місце — 25 червня 1990 року.
Здобула 1 одиночний та 7 парних титулів туру ITF.
Найвищим досягненням на турнірах Великого шолома було 2 коло в парному розряді.

## Фінали ITF

### Одиночний розряд: 4 (1-3)
| Турніри $25,000 |
| Турніри $10,000 |

| Результат | Ранг | Дата            | Турнір                   | Покриття | Суперниця            | Рахунок             |
| --------- | ---- | --------------- | ------------------------ | -------- | -------------------- | ------------------- |
| Поразка   | 1.   | 29 серпня 1988  | ITF Нівель, Бельгія      | Ґрунт    | Катерін Моте-Жобкель | 3–6, 1–6            |
| Перемога  | 2.   | 19 вересня 1988 | ITF Марса, Мальта        | Тверде   | Тітія Вілмінк        | 6–2, 2–6, 6–1       |
| Поразка   | 3.   | 17 квітня 1989  | ITF Дубровник, Югославія | Ґрунт    | Ева-Марія Шюргофф    | 6–7, 4–6            |
| Поразка   | 4.   | 24 квітня 1989  | ITF Дубровник, Югославія | Ґрунт    | Анна Фелденьї        | 2–6, 7–6(8), 6–7(6) |

### Парний розряд: 13 (7–6)
| Результат | Ранг | Дата            | Турнір                          | Покриття  | Партнерка           | Суперниці                                      | Рахунок                |
| --------- | ---- | --------------- | ------------------------------- | --------- | ------------------- | ---------------------------------------------- | ---------------------- |
| Поразка   | 1.   | 9 червня 1986   | ITF Ліон, Франція               | Ґрунт     | Дениса Крайчовичова | Ніколе Мунс-Ягерман Сімоне Шилдер              | 5–7, 4–6               |
| Перемога  | 2.   | 9 лютого 1987   | ITF Реймс, Франція              | Ґрунт (i) | Еріка Сміт          | Регіна Райхртова Andrea Vopat                  | 6–4, 6–3               |
| Поразка   | 3.   | 1 червня 1987   | ITF Адрія, Італія               | Ґрунт     | Еріка Сміт          | Нора Байчикова Петра Лангрова                  | 7–6, 5–7, 2–6          |
| Перемога  | 4.   | 17 серпня 1987  | ITF Лісабон, Португалія         | Ґрунт     | Вероніка Мартінек   | Стефанія Далла Валле Беттіна Діснер            | 7–6(4), 6–7(5), 7–6(5) |
| Перемога  | 5.   | 4 липня 1988    | ITF Cava de' Tirreni, Італія    | Ґрунт     | Віраг Чурго         | Крістіане Гофманн Катажина Новак               | 6–1, 6–1               |
| Поразка   | 6.   | 29 серпня 1988  | ITF Нівель, Бельгія             | Ґрунт     | Амі ван Бюрен       | Олена Брюховець Вікторія Мильвидська           | 6–1, 5–7, 1–6          |
| Поразка   | 7.   | 19 вересня 1988 | ITF Марса, Мальта               | Тверде    | Амі ван Бюрен       | Мареке Плохер Тітія Вілмінк                    | 5–7, 6–7               |
| Перемога  | 8.   | 24 квітня 1989  | ITF Дубровник, Югославія        | Ґрунт     | Віраг Чурго         | Нора Байчикова Петра Голубова                  | 6–0, 1–0 ret.          |
| Перемога  | 9.   | 3 липня 1989    | ITF Штутгарт, Західна Німеччина | Ґрунт     | Анушка Попп         | Лусіана Телла Андреа Тьєцці                    | 7–5, 6–4               |
| Перемога  | 10.  | 24 липня 1989   | ITF Кіцбюель, Австрія           | Ґрунт     | Їтка Дубцова        | Генріке Кадзідрога Nathalie van Dierendonck    | 6–2, 6–4               |
| Поразка   | 11.  | 16 квітня 1990  | ITF Неаполь, Італія             | Тверде    | Міхаела Фріммерова  | Івана Янковська Ева Меліхарова                 | 3–6, 4–6               |
| Поразка   | 12.  | 23 квітня 1990  | ITF Казерта, Італія             | Тверде    | Міхаела Фріммерова  | Брюховець Олена Вікторівна Євгенія Манюкова    | 6–4, 3–6, 1–6          |
| Перемога  | 13.  | 9 липня 1990    | ITF Ерланген, Західна Німеччина | Ґрунт     | Ева Пфафф           | Агнесе Густмане Манюкова Євгенія Олександрівна | 6–3, 6–1               |

## Гра за національну збірну

### Fed Cup (14–9)
| Участь у матчах груп                   |
| -------------------------------------- |
| Світова група (4–1)                    |
| Світова група Consolation Раунд (10–8) |

| Матчів за покриттям |
| ------------------- |
| Тверде (9–6)        |
| Ґрунт (5–3)         |
| Трава (0–0)         |
| Килим (0–0)         |

| Матчів за розрядом     |
| ---------------------- |
| Одиночний розряд (3–7) |
| Парний розряд (11–2)   |

| Закритий/відкритий корт |
| ----------------------- |
| Закритий корт (0–0)     |
| Відкритий корт (14–9)   |

#### Одиночний розряд (3–7)
| Розіграш                                          | Стадія       | Дата          | Місце                    | Супротивник     | Покриття | Суперниця           | W/L | Рахунок            |
| ------------------------------------------------- | ------------ | ------------- | ------------------------ | --------------- | -------- | ------------------- | --- | ------------------ |
| 1986 Federation Cup World Group Consolation Раунд | 1 коло       | липень 1986   | Прага, Чехословаччина    | Poland          | Ґрунт    | Renata Wojtkiewicz  | W   | 6–4, 6–4           |
| 1986 Federation Cup World Group Consolation Раунд | 2-ге коло    | липень 1986   | Прага, Чехословаччина    | Uruguay         | Ґрунт    | Silvana Casaretto   | W   | 6–2, 6–1           |
| 1986 Federation Cup World Group Consolation Раунд | Quarterfinal | липень 1986   | Прага, Чехословаччина    | Belgium         | Ґрунт    | Сандра Вассерман    | L   | 2–6, 1–6           |
| 1986 Federation Cup World Group Consolation Раунд | півфінал     | липень 1986   | Прага, Чехословаччина    | Велика Британія | Ґрунт    | Енн Гоббс           | L   | 3–6, 2–6           |
| 1988 Federation Cup World Group                   | 1 коло       | 6 грудня 1988 | Мельбурн, Австралія      | Finland         | Тверде   | Петра Торен         | L   | 3–6, 3–6           |
| 1988 Federation Cup World Group Consolation Раунд | 2-ге коло    | грудень 1988  | Мельбурн, Австралія      | Бразилія        | Тверде   | Ніжі Діас           | L   | 2–6, 0–6           |
| 1990 Federation Cup World Group Consolation Раунд | 2-ге коло    | 26 липня 1990 | Норкросс (Джорджія), США | China           | Тверде   | Лі Фан              | L   | 6–1, 4–6, 2–6      |
| 1990 Federation Cup World Group Consolation Раунд | Quarterfinal | 27 липня 1990 | Норкросс (Джорджія), США | Люксембург      | Тверде   | Marie-Christine Goy | W   | 6–2, 6–7(2–7), 6–1 |
| 1990 Federation Cup World Group Consolation Раунд | півфінал     | 28 липня 1990 | Норкросс (Джорджія), США | Argentina       | Тверде   | Беттіна Фулько      | L   | 4–6, 5–7           |
| 1990 Federation Cup World Group Consolation Раунд | Final        | 29 липня 1990 | Норкросс (Джорджія), США | Indonesia       | Тверде   | Сузанна Вібово      | L   | 3–6, 1–6           |

#### Парний розряд (11–2)
| Розіграш                                          | Стадія       | Дата          | Місце                    | Супротивник     | Покриття | Партнерка           | Суперниці                            | W/L | Рахунок       |
| ------------------------------------------------- | ------------ | ------------- | ------------------------ | --------------- | -------- | ------------------- | ------------------------------------ | --- | ------------- |
| 1986 Federation Cup World Group Consolation Раунд | 1 коло       | липень 1986   | Прага, Чехословаччина    | Poland          | Ґрунт    | Чілла Бартош-Черепі | Monika Waniek Ewa Żerdecka           | W   | 6–4, 6–0      |
| 1986 Federation Cup World Group Consolation Раунд | 2-ге коло    | липень 1986   | Прага, Чехословаччина    | Uruguay         | Ґрунт    | Чілла Бартош-Черепі | Фйорелла Бонічеллі Silvana Casaretto | W   | 6–1, 6–1      |
| 1986 Federation Cup World Group Consolation Раунд | Quarterfinal | липень 1986   | Прага, Чехословаччина    | Belgium         | Ґрунт    | Чілла Бартош-Черепі | Анн Девріє Сандра Вассерман          | W   | 4–6, 6–1, 6–0 |
| 1986 Federation Cup World Group Consolation Раунд | півфінал     | липень 1986   | Прага, Чехословаччина    | Велика Британія | Ґрунт    | Чілла Бартош-Черепі | Аннабел Крофт Енн Гоббс              | L   | 1–2 ret.      |
| 1988 Federation Cup World Group                   | 1 коло       | 6 грудня 1988 | Мельбурн, Австралія      | Finland         | Тверде   | Віраг Чурго         | Анне Аалонен Нанне Дальман           | W   | 4–6, 6–4, 6–4 |
| 1988 Federation Cup World Group Consolation Раунд | 2-ге коло    | грудень 1988  | Мельбурн, Австралія      | Бразилія        | Тверде   | Віраг Чурго         | Ніжі Діас Лусіана Телла              | L   | 2–6, 6–7(7–9) |
| 1989 Federation Cup World Group                   | 1 коло       | жовтень 1989  | Токіо, Японія            | Таїланд         | Тверде   | Андреа Темешварі    | Tossaporn Summa Ораван Тхампенстрі   | W   | 6–3, 6–4      |
| 1989 Federation Cup World Group                   | 2-ге коло    | жовтень 1989  | Токіо, Японія            | Czechoslovakia  | Тверде   | Андреа Носай        | Яна Поспішилова Регіна Райхртова     | W   | 6–4, 6–4      |
| 1990 Federation Cup World Group                   | 1 коло       | 25 липня 1990 | Норкросс (Джорджія), США | Гонконг         | Тверде   | Андреа Носай        | Еллінор Лайтбоді Pang Sheung         | W   | 6–2, 6–4      |
| 1990 Federation Cup World Group Consolation Раунд | 2-ге коло    | 26 липня 1990 | Норкросс (Джорджія), США | China           | Тверде   | Андреа Темешварі    | Лі Фан Тан Мінь                      | W   | 6–2, 5–7, 6–1 |
| 1990 Federation Cup World Group Consolation Раунд | Quarterfinal | 27 липня 1990 | Норкросс (Джорджія), США | Люксембург      | Тверде   | Андреа Темешварі    | Marie-Christine Goy Карін Кшвендт    | W   | 6–3, 6–2      |
| 1990 Federation Cup World Group Consolation Раунд | півфінал     | 28 липня 1990 | Норкросс (Джорджія), США | Argentina       | Тверде   | Андреа Темешварі    | Беттіна Фулько Інес Горрочатегі      | W   | 6–4, 6–1      |
| 1990 Federation Cup World Group Consolation Раунд | Final        | 29 липня 1990 | Норкросс (Джорджія), США | Indonesia       | Тверде   | Андреа Темешварі    | Іраваті Іскандар Луккі Теджамукті    | W   | 6–2, 6–1      |